# Stefania Ochmann-Staniszewska
Stefania Ochmann-Staniszewska (ur. 1940) – polska historyk, specjalizująca się w zagadnieniach historii nowożytnej i parlamentaryzmu, profesor nauk humanistycznych.

## Życiorys
Ukończyła w 1963 studia historyczne na Uniwersytecie Wrocławskim. Stopień doktora uzyskała w 1969, zaś stopień doktora habilitowanego nauk humanistycznych w zakresie historii w 1976. W 1992 otrzymała tytuł naukowy profesora.
Zawodowo związana z Instytutem Historycznym Uniwersytetu Wrocławskiego, gdzie doszła do stanowiska profesora zwyczajnego. W latach 1981–1984 była prodziekanem Wydziału Nauk Historycznych i Pedagogicznych UWr. Następnie w latach 1987–1990 pełniła funkcję zastępcy dyrektora Instytutu Historycznego. Objęła także stanowisko kierownika Zakładu Historii Polski i Powszechnej XVI–XVIII w. Jej zainteresowania naukowe koncentrują się wokół ustroju politycznego I Rzeczypospolitej, kultury politycznej szlachty i edytorstwa źródeł. Od 1994 do 1997 przewodniczyła jednemu z wydziałów Wrocławskiego Towarzystwa Naukowego.

## Odznaczenia
Odznaczona Krzyżem Kawalerskim (2003) i Krzyżem Oficerskim (2011) Orderu Odrodzenia Polski.

## Wybrane publikacje
- Historia Polski Nowożytnej, Wyd. UWr, Wrocław 1981.
- Sejm koronacyjny Jana Kazimierza w 1649 r., Wyd. UWr, Wrocław 1985.
- Sejmy lat 1661–1662: przegrana batalia o reformę ustroju Rzeczypospolitej, Wyd. UWr, Wrocław 1977.
- Uchwalanie konstytucji na sejmach w XVI–XVIII w., Wyd. UWr, Wrocław 1979.
- Trybunał Koronny lat 1648–1668 w opinii szlachty, Wyd. Ars Boni et Aequi, Poznań 1994.
- Z przeszłości Rzeczypospolitej w czasach nowożytnych, Wyd. IHUWr/WTMH, Wrocław 1998.
- Dynastia Wazów w Polsce, Wyd. PWN, Warszawa 2006.